# NGC 7818
NGC 7818 (również PGC 288 lub UGC 21) – galaktyka spiralna (Sc), znajdująca się w gwiazdozbiorze Ryb. Odkrył ją Lewis A. Swift 23 października 1886 roku.